# عبد الله ديكو
عبد الله ديكو (11 مايو 1960 - 18 فبراير 2021) كان مسؤولًا حكوميًا نيجيري شغل منصب المراقب العام لدائرة الجمارك النيجيرية من أغسطس 2009 إلى أغسطس 2015.

## الحياة و الوظيفة
ولد ديكو في 11 مايو 1960 في بلدة موساوا، وهي منطقة حكومية محلية في ولاية كاتسينا في نيجيريا. التحق بالكلية الحكومية كادونا في عام 1974 حيث حصل على امتحان شهادة المدرسة العليا لغرب إفريقيا في عام 1980. وحصل لاحقًا على درجة بكالوريوس العلوم في الاقتصاد ودرجة الماجستير في العلوم المالية من جامعة ديميتروف الرسول تشينوف في سفيشتوف بلغاريا.
التحق بدائرة الجمارك النيجيرية عام 1988.
خدم في مختلف الإدارات الجمركية بما في ذلك الحدود، وميناء جزيرة تينكان أبابا، وقيادة إيمو كادونا، وقيادة منطقة باداجري، ومقر التحقيق والتفتيش، وقيادة منطقة أبوجا بادغري قبل أن يتم تعيينه مراقبًا عامًا لدائرة الجمارك النيجيرية في 26 أغسطس 2009. وُصفت فترة عمله كمراقب عام للجمارك بأنها نموذجية، حيث قيل إنه لعب دورًا مهمًا في تحول دائرة الجمارك النيجيرية.

## الوفاة
توفي ديكو بمرض لم يتم الكشف عنه في مستشفى أبوجا في 18 فبراير 2021.